# Liste der Monuments historiques in Les Gras
Die Liste der Monuments historiques in Les Gras führt die Monuments historiques in der französischen Gemeinde Les Gras auf.

## Liste der Objekte
| Bezeichnung                            | Beschreibung                                                                                | Standort                         | Kennzeichnung | Schutzstatus | Datum | Bild |
| -------------------------------------- | ------------------------------------------------------------------------------------------- | -------------------------------- | ------------- | ------------ | ----- | ---- |
| Skulptur Heiliger Ragnobert von Bayeux | Holz, farbig gefasst und vergoldet, 16. Jahrhundert                                         | in der Kirche St-Rénobert (Lage) | PM25000800    | Classé       | 1957  |      |
| Skulptur Heiliger Sebastian            | Holz, farbig gefasst und vergoldet, 16. Jahrhundert                                         | in der Kirche St-Rénobert (Lage) | PM25000801    | Classé       | 1962  |      |
| Hauptaltar                             | Retabel und Gemälde; Holz, farbig gefasst und vergoldet, Ölfarbe auf Leinwand, datiert 1827 | in der Kirche St-Rénobert (Lage) | PM25002160    | Inscrit      | 2003  |      |
| Skulptur Petrus                        | Holz, farbig gefasst, Ende des 17. Jahrhunderts                                             | in der Kirche St-Rénobert (Lage) | PM25002161    | Inscrit      | 2003  |      |
| Glocke                                 | Bronze, 1769 gegossen                                                                       | in der Kirche St-Rénobert (Lage) | PM25000799    | Classé       | 1943  |      |
| Tabernakel des Hauptaltars             | Holz, vergoldet, 18. Jahrhundert                                                            | in der Kirche St-Rénobert (Lage) | PM25002159    | Inscrit      | 2003  |      |